# 7 Korpus Pancerny (ZSRR)

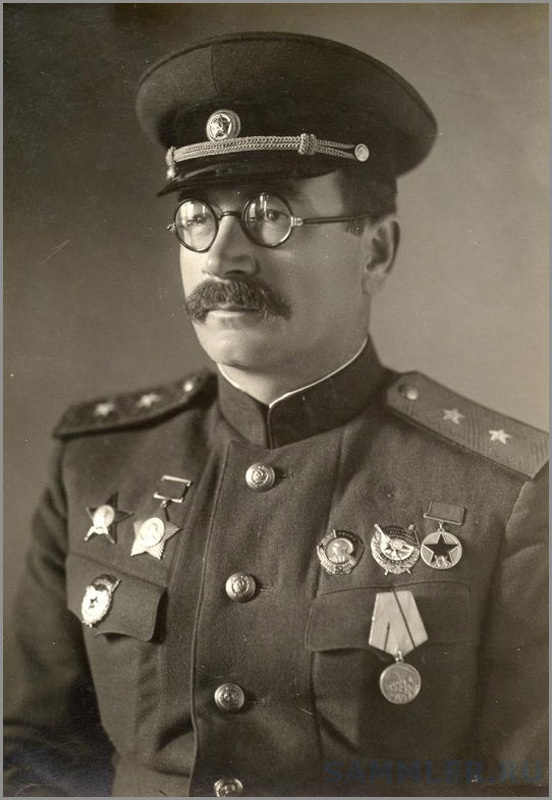
Gen. mjr Pawieł Rotmistrow, dowódca 7 Korpusu Pancernego.

7 Korpus Pancerny (ros. 7-й танковый корпус) – jednostka pancerna Armii Czerwonej z okresu II wojny światowej.
7 Korpus Pancerny sformowany został w maju 1942. W dniu 1 lipca miał na wyposażeniu 215 czołgów i podlegała gen. płk. Iwanowi Koniewowi, dowódcy Frontu Kalinińskiemu. Dowodzony przez Pawła Rotmistrowa uczestniczył w bitwie pod Stalingradem. Rozkazem Naczelnego Wodza z 29 grudnia 1942 roku za odwagę i męstwo wykazane w walkach o Kotielnikowo 7 Korpus Pancerny otrzymał honorową nazwę Kotelnikowski i został przemianowany na 3 Gwardyjski Korpus Pancerny.

## Dowódcy korpusu
- gen. mjr Pawieł Rotmistrow[3]

## Struktura organizacyjna
Skład 1 czerwca 1942:
- 3 Gwardyjska Brygada Pancerna
- 62 Brygada Pancerna
- 87 Brygada Pancerna
- 7 Brygada Piechoty Zmotoryzowanej